# Kế hoạch 5 năm 1981–1985 (Việt Nam)
Kế hoạch Nhà nước 5 năm (1981 – 1985) được Đại hội Đảng Cộng sản Việt Nam V đề ra năm 1981 trong hoàn cảnh kinh tế đất nước sau 5 năm Kháng chiến chống Mỹ đang gặp những trì trê nghiêm trọng. 

## Bối cảnh
Nhằm thực hiện nhiệm vụ, mục tiêu kinh tế xã hội của chặng đường đầu đi lên chủ nghĩa xã hội, Đại hội đề ra Kế hoạch 5 năm 1981-1985 và quyết định phương hướng, nhiệm vụ, mục tiêu của Kế hoạch. Bên cạnh đó kinh tế Việt Nam cũng chịu ảnh hưởng của việc Việt Nam đang đóng quân ở Campuchia sau Chiến tranh biên giới Tây Nam từ năm 1979 và quan hệ Việt Nam – Trung Quốc bị đổ vỡ sau Chiến tranh biên giới phía Bắc. Trung Quốc rút bỏ viện trợ chuyên gia và vận động Hoa kiều về nước đồng thời cũng tiến hành hoạt động phá hoại biên giới trên bộ và trên biển thường xuyên.

## Nhiệm vụ
Nhiệm vụ cơ bản của Kế hoạch nhà nước 5 năm 1981-1986 là nhằm hai mục tiêu cơ bản:
- Phát triển thêm một bước, sắp xếp lại cơ cấu và đẩy mạnh cải tạo xã hội chủ nghĩa nền kinh tế quốc dân
- Cơ bản ổn định tình hình kinh tế xã hội, đáp ứng những yêu cầu cấp bách và bức thiết nhất của nhân dân, giảm nhẹ sự mất cân đối nghiêm trọng của nền kinh tế.

## Thực hiện

### Công nghiệp
Sản xuất công nghiệp tăng bình quân 9,5% so với 0,6% trong những năm 1976 - 1980; thu nhập quốc dân tăng bình quân hằng năm là 6,4% so với 0,4% trong 5 năm trước.
Về xây dựng cơ sở vật chất - kĩ thuật, ta hoàn thành hàng trăm công trình tương đối lớn, hàng nghìn công trình vừa và nhỏ. Dầu mỏ bắt đầu được khai thác, công trình thủy điện Sông Đà, thủy điện Trị An được khẩn trương xây dựng, chuẩn bị đi vào hoạt động.Các hoạt động khoa học - kĩ thuật được triển khai, góp phần thúc đẩy sản xuất phát triển 

### Nông nghiệp
Trong sản xuất nông nghiệp đã chặn được đà giảm sút và có bước phát triển: sản xuất nông nghiệp tăng bình quân hằng năm là 4,9% so với 1,9% của những năm 1976 - 1980

### Giao thông
Giao thông được xây dựng mới hàng ngàn kilômét đường bộ và nhiều cầu cảng. 

### Giáo dục
Có bước phát triển mạnh hơn trước. Số người đi học và biết chữ ngày càng tăng.

### Y tế
Các cơ sở y tế được mở rộng và xây mới, áp dụng tiến bộ khoa học kĩ thuật.

### Cải tạo quan hệ sản xuất
Công cuộc cải tạo xã hội chủ nghĩa được đẩy mạnh trong các vùng nông thôn ở miền Nam và Tây Nguyên. Đại bộ phận nông dân đi vào con đường làm ăn tập thể trong các tổ chấm công và hợp tác xã. Áp dụng thành tựu khoa học kĩ thuật trong sản xuất, thực hiện phương thức khoán sản phẩm theo Chỉ thị 100.

## Ý nghĩa
Kế hoạch 5 năm 1981-1985 do Đại hội đề ra đã đạt nhiều thành tựu nhưng chủ yếu là trong nông nghiệp. Khoa học kĩ thuật được triển khai, bắt đầu khai thác dầu mỏ và xây dựng nhiều công trình thủy điện như Thủy điện Hòa Bình, Thủy điện Trị An .

## Hạn chế và khó khăn
Kế hoạch 5 năm 1981-1985 vấp phải một số sai lầm khuyết điểm chủ yếu do tư tưởng chủ quan nóng vội, giáo điều sai lầm trong cả chủ trương cải tạo, quản lý kinh tế khi đưa ồ ạt nông dân miền Nam, Tây Nguyên vào làm ăn tập thể, thể hiện tư tưởng bảo thủ, trì trệ trong quản lý của Đảng và Nhà nước.
Kinh tế Việt Nam mất cân đối lớn, kinh tế quốc doanh và tập thể luôn thua lỗ nặng, không phát huy tác dụng. Kinh tế tư nhân và cá thể vẫn bị ngăm cấm triệt để. Sản xuất chậm phát triển, thu nhập quốc dân, năng suất thấp, đời sống nhân dân khó khăn, xã hội nảy sinh nhiều hiện tượng tiêu cực.

## Xem Thêm
- Đảng Cộng sản Việt Nam
- Kinh tế Việt Nam, 1976-1986
- Thời kỳ bao cấp